# Liste der Biografien/Meyer, C
Liste der Biografien |
Portal Biografien |
C Personensuche
# |
A |
B |
C |
D |
E |
F |
G |
H |
I |
J |
K |
L |
M |
N |
O |
P |
Q |
R |
S |
T |
U |
V |
W |
X |
Y |
Z |
?
 
Ma |
Mb |
Mc |
Md |
Me |
Mf |
Mg |
Mh |
Mi |
Mj |
Mk |
Ml |
Mm |
Mn |
Mo |
Mp |
Mq |
Mr |
Ms |
Mt |
Mu |
Mv |
Mw |
Mx |
My |
Mz
 
Mea–Mee |
Mef |
Meg |
Meh |
Mei |
Mej |
Mek |
Mel |
Mem |
Men |
Meo |
Mep |
Mer |
Mes |
Met |
Meu |
Mev |
Mew |
Mex |
Mey |
Mez
 
Meyb |
Meyd |
Meye |
Meyf |
Meyg |
Meyh |
Meyi |
Meyj |
Meyk |
Meyl |
Meyn |
Meyo |
Meyp |
Meyr |
Meys |
Meyt |
Meyz
 
Meyen |
Meyer
 
Meyer, A |
Meyer, B |
Meyer, C |
Meyer, D |
Meyer, E |
Meyer, F |
Meyer, G |
Meyer, H |
Meyer, I |
Meyer, J |
Meyer, K |
Meyer, L |
Meyer, M |
Meyer, N |
Meyer, O |
Meyer, P |
Meyer, R |
Meyer, S |
Meyer, T |
Meyer, U |
Meyer, V |
Meyer, W |
Meyer, Y |
Meyer, Z |
Meyerb |
Meyerd |
Meyere |
Meyerf |
Meyerh |
Meyeri |
Meyerl |
Meyerm |
Meyern |
Meyero |
Meyerr |
Meyers
Die Liste der Biografien führt alle Personen auf, die in der deutschsprachigen Wikipedia einen Artikel haben. Dieses ist eine Teilliste mit 64 Einträgen von Personen, deren Namen mit den Buchstaben „Meyer, C“ beginnt.

## Meyer, C

### Meyer, Ca
- Meyer, Caitlin E. J. (* 1992), US-amerikanische Schauspielerin
- Meyer, Cameron (* 1988), australischer Radrennfahrer
- Meyer, Carina (* 2000), deutsche Laiendarstellerin
- Meyer, Carl (1857–1925), deutscher Kommunalpolitiker
- Meyer, Carl (1873–1947), Schweizer Jurist, Kantonsrat sowie Gründer und Präsident der Säntis-Schwebebahn
- Meyer, Carl (* 1981), neuseeländischer Ruderer
- Meyer, Carl Anton von (1795–1855), russlanddeutscher Botaniker
- Meyer, Carl August (1796–1872), deutscher Kaufmann, Bankier und Abgeordneter
- Meyer, Carl Diethelm (1840–1884), Schweizer Genre- und Porträtmaler
- Meyer, Carl Franz († 1821), deutscher Historiker und Aachener Archivar
- Meyer, Carl Friedrich (1757–1817), deutscher Jurist, Hochschullehrer sowie Rektor der Universität Dorpat
- Meyer, Carl Friedrich (1803–1886), deutscher Arzt und Psychiater
- Meyer, Carl Friedrich (1805–1870), deutscher evangelischer Pfarrer und Mitglied der kurhessischen Ständeversammlung
- Meyer, Carl Friedrich (1840–1904), deutscher Geograph, Heimatforscher und Gymnasiallehrer
- Meyer, Carl Heinrich (1784–1837), deutscher Bratschist und Mitglied des Gewandhausorchesters
- Meyer, Carl Walther (1898–1985), deutscher Schauspieler und Filmeditor
- Meyer, Carlo (* 2003), deutscher Basketballspieler
- Meyer, Caroline (* 1995), deutsche Ruderin
- Meyer, Carsten (* 1961), deutscher Politiker (Bündnis 90/Die Grünen), MdL
- Meyer, Carsten (* 1972), deutscher Komponist, Musiker und EntertainerCarsten Meyer (* 1972)

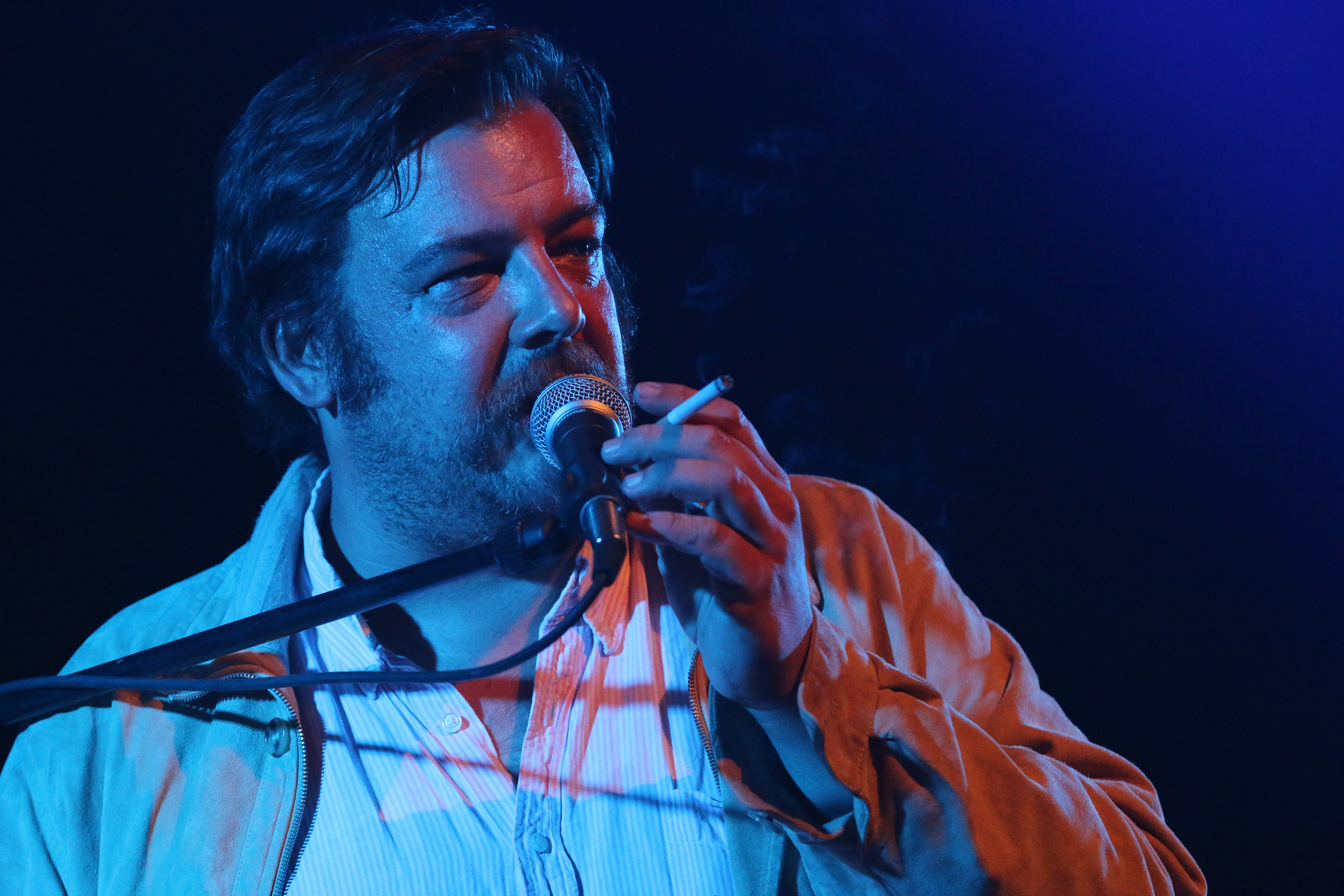
Carsten Meyer (* 1972)

### Meyer, Ch
- Meyer, Charles (1868–1931), dänischer Radsportler
- Meyer, Charles A. (1918–1996), US-amerikanischer Wirtschaftsmanager und Diplomat, Assistant Secretary of State
- Meyer, Charlotte Sophie Henriette († 1837), deutsche Mörderin, letzte in Berlin öffentlich hingerichtete Person
- Meyer, Chin (* 1959), deutscher Kabarettist und Improvisationsschauspieler
- Meyer, Christian (1824–1883), deutscher Gutsbesitzer und Mitglied der kurhessischen Ständeversammlung
- Meyer, Christian (* 1947), Schweizer Journalist, Chefredakteur und Buchautor
- Meyer, Christian (* 1962), österreichischer Kulturwissenschaftler, Dramaturg, Kurator und Manager
- Meyer, Christian (* 1963), Schweizer Fusionmusiker
- Meyer, Christian (* 1967), Schweizer römisch-katholischer Ordensgeistlicher
- Meyer, Christian (* 1968), deutscher Fußballspieler
- Meyer, Christian (* 1969), deutscher Radsportler
- Meyer, Christian (* 1971), deutscher Sinologe
- Meyer, Christian (* 1975), deutscher Politiker (Bündnis 90/Die Grünen), MdLChristian Meyer (* 1975)

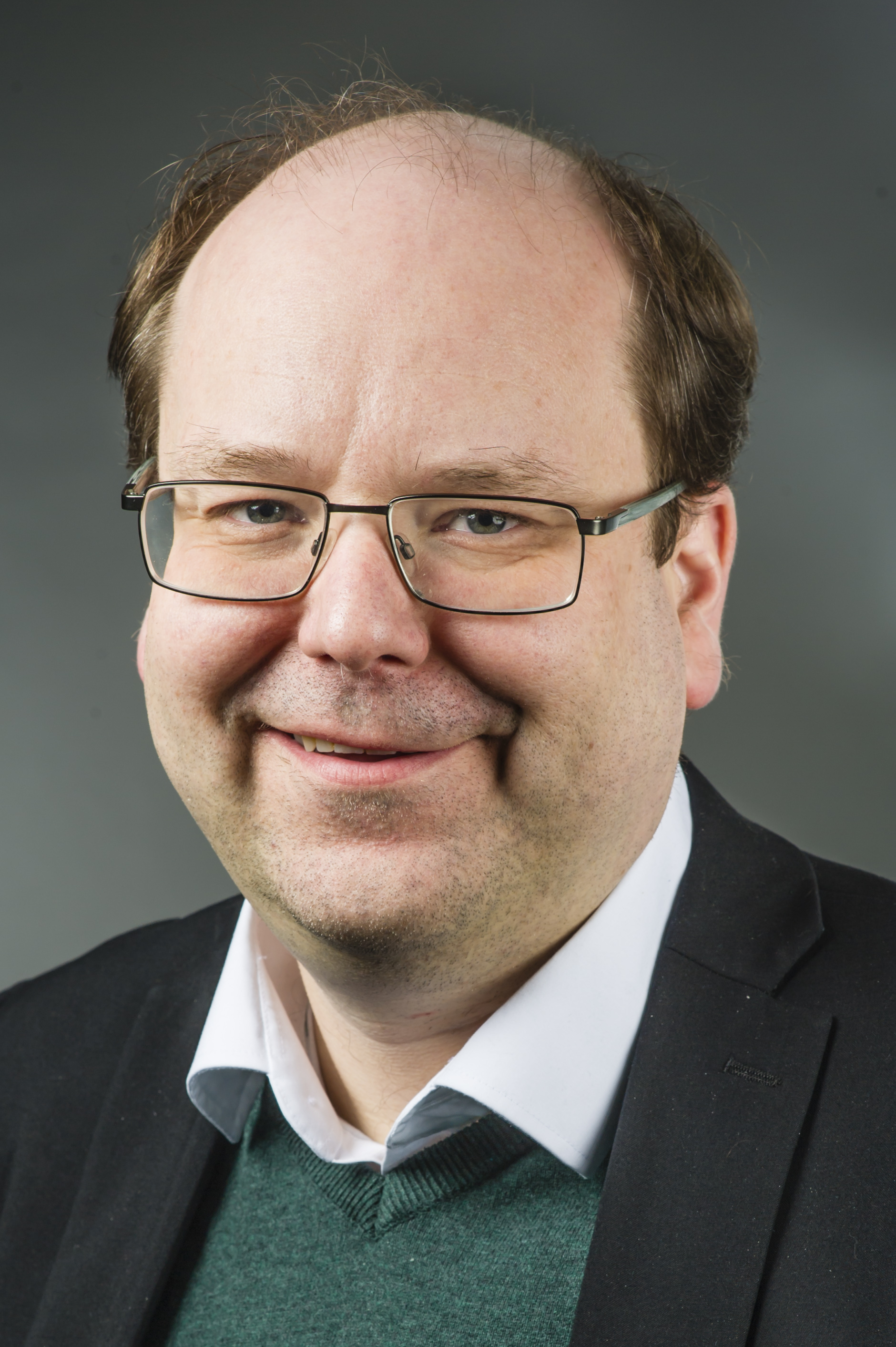
Christian Meyer (* 1975)

- Meyer, Christian (* 1977), norwegischer Skispringer
- Meyer, Christian (* 1982), deutscher Moderator, Musiker, Kleinkünstler und Autor
- Meyer, Christian (* 1982), deutscher Schauspieler
- Meyer, Christian Friedrich (1748–1834), königlich preußischer Kriegs- und Domänenrat, Forstrat, Gutsbesitzer und Naturforscher
- Meyer, Christian Ludewig († 1725), deutscher Glocken- und Geschützgießer
- Meyer, Christian Ludwig († 1790), deutscher Musiker, Königlich Großbritannisch und Kurfürstlich Hannoverscher Pianist und Schlossorganist
- Meyer, Christin (* 2000), deutsche Fußballspielerin
- Meyer, Christina, deutsche Anglistin
- Meyer, Christine (* 1948), deutsche Politikerin (CDU), MdL
- Meyer, Christoph (* 1954), deutscher Zeichner, Grafiker und Buchkünstler
- Meyer, Christoph (* 1960), deutscher Regisseur und Theaterleiter
- Meyer, Christoph (* 1966), deutscher Historiker und Autor
- Meyer, Christoph (* 1975), deutscher Politiker (FDP), MdA
- Meyer, Christopher (1944–2022), britischer Diplomat

### Meyer, Cl
- Meyer, Clara (1848–1922), deutsche Theaterschauspielerin
- Meyer, Claudia Maria (* 1955), deutsche Schauspielerin
- Meyer, Claus (1856–1919), deutscher Maler
- Meyer, Claus (* 1939), deutscher Stifter und Fachbuchautor
- Meyer, Claus (* 1963), dänischer Fernsehkoch
- Meyer, Claus Heinrich (1931–2008), deutscher Journalist und Redakteur
- Meyer, Clemens (1868–1958), deutscher Musiker, Komponist und Musikwissenschaftler
- Meyer, Clemens (* 1977), deutscher SchriftstellerClemens Meyer (* 1977)

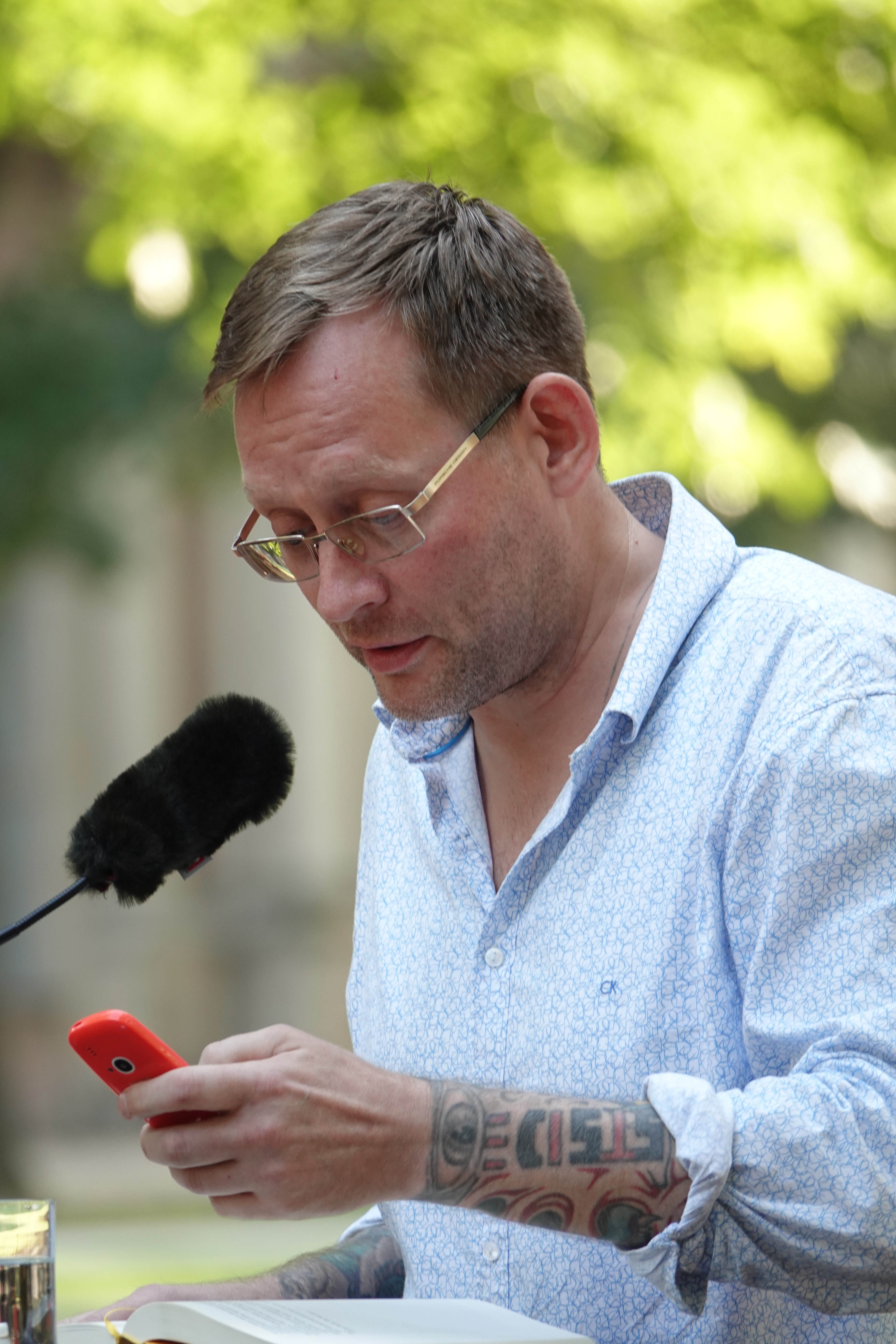
Clemens Meyer (* 1977)

- Meyer, Clemens Friedrich (1824–1899), deutscher Schriftsteller und Journalist

### Meyer, Co
- Meyer, Conny Hannes (* 1931), österreichischer Regisseur und Schriftsteller
- Meyer, Conrad (* 1604), Schweizer Gemeindepräsident, Landeshauptmann und Landvogt im Rheintal
- Meyer, Conrad (1618–1689), Schweizer Maler und Radierer
- Meyer, Conrad (* 1949), Schweizer Wirtschaftswissenschaftler
- Meyer, Conrad Bernhard (1755–1830), ostfriesischer Kaufmann, Kupferstecher und Architekt
- Meyer, Conrad Ferdinand (1825–1898), Schweizer Dichter des Realismus

### Meyer, Cu
- Meyer, Cuno (1893–1981), deutscher Politiker (NSDAP), MdL, MdR
- Meyer, Curt (1919–2011), deutscher Mathematiker (Zahlentheoretiker)